# Ночница Иконникова
Ночница Иконникова (лат. Myotis ikonnikovi) — небольшая летучая мышь рода ночниц. Названа в честь русского дворянина и энтомолога Николая Флегонтовича Иконникова (1885—1970), впоследствии известного генеалога.

## Описание
Длина тела 37—43 мм, хвоста 30—42 мм, предплечья 30—33 мм, размах крыльев — 19—22 см, вдоль основания шпоры невысокое выступление. Окраска спины тёмно-бурая с серовато-палевыми, слегка рыжеватыми кончиками волосков, брюшная область коричнево-серая. Край кожистой перепонки прикрепляется к основанию внешнего пальца ступни. Эпиблемы нет. Уши большие, крылья широкие, тупые. Уши прикрыты специальными вкладышами — козелками. Козелок прямой, длинный, узкий, заостренный.

## Распространение
Вид распространён в Японии, Казахстане, Корее, Корейской Народно-Демократической Республике, Монголии, России. Обитает в горных лесах. Выводковые колонии в дуплах деревьев, трещинах скал. Зимует в различных подземных убежищах. Питается летающими насекомыми, ловит их, пролетая низко над землёй и лесными реками.